# Liste der Naturdenkmale in Ringgau
Die Liste der Naturdenkmale in Ringgau nennt die im Gebiet von Ringgau im Werra-Meißner-Kreis in Hessen gelegenen Naturdenkmale.

## Liste
| Bild                          | Bezeichnung                                     | Ortsteil, Lage                                       | Beschreibung | Art            | Nr.         |
| ----------------------------- | ----------------------------------------------- | ---------------------------------------------------- | --- | -------------- | ----------- |
| mehr Fotos \| Fotos hochladen | Eckernbaum                                      | Datterode 51° 7′ 0,1″ N, 10° 1′ 26,6″ O              | Das Alter der Rotbuche wird auf etwa 300 Jahre geschätzt. Sie soll einst als Hutebaum gepflanzt worden sein, um Weidetieren Schatten und Schutz zu bieten. Seinen Namen verdankt der Baum seinen Früchten, den Bucheckern, die früher als Tiernahrung und in Notzeiten als Öllieferant sehr geschätzt wurden. Der Wuchsort liegt an dem Nordabfall des Hochplateaus des südlichen Ringgaus, dem westlichen Ausläufer der Muschelkalkplatten, die das Thüringer Becken umranden und sich vom Nordwesten Thüringens bis nach Hessen erstrecken. |                | RGG 636.135 |
| Fotos hochladen               | 1 Linde                                         | Lüderbach 51° 4′ 8,6″ N, 10° 8′ 6,8″ O               | Der seit 1937 geschützte Baum steht an einem Feldweg, der von Lüderbach nach Archfeld führt. Unweit davon befindet sich auf dem Sohlberg der noch vorhandene Beobachtungsturm der amerikanischen Soldaten vom ehemaligen US-Observation Point India. Das Relikt eines Militärstützpunktes an der ehemaligen deutsch-deutschen Grenze zwischen Hessen und Thüringen ist der Namensgeber des Premiumwanderweges P21 des Geo-Naturparks Frau-Holle-Land, der an der Linde vorbei führt. |                | RGG 636.136 |
| BW                            | 4 Linden                                        | Grandenborn 51° 5′ 3,5″ N, 10° 2′ 11,4″ O            | |                | RGG 636.545 |
| Fotos hochladen               | 1 Linde                                         | Lüderbach 51° 4′ 44,5″ N, 10° 8′ 21,2″ O             | Der mehrstämmige Baum wächst auf dem Plateau des 348,6 m hohen Weinbergs, nordöstlich von Lüderbach. Um die auf der Bergkuppe gelegenen trockenen Waldbestände zu schützen und den hier vorkommenden seltenen Tier- und Pflanzenarten einen Lebensraum zu erhalten, wurde der Bereich mit den Feuchtwiesen bei Lüderbach im Jahr 1995 als Naturschutzgebiet ausgewiesen und in den 2000er Jahren in das Fauna-Flora-Habitat-Gebiet Wald südöstlich von Netra integriert. |                | RGG 636.557 |
| BW                            | Linde am Triftgraben                            | Netra 51° 5′ 10,3″ N, 10° 5′ 41,6″ O                 | |                | RGG 636.564 |
| BW                            | Zahlreiche urwüchsige bis 10 m hohe Eiben       | Netra 51° 6′ 10,4″ N, 10° 6′ 44,6″ O                 | |                | RGG 636.565 |
| mehr Fotos \| Fotos hochladen | 2 Linden                                        | Röhrda, Am Lindenplatz 51° 6′ 6,5″ N, 10° 3′ 20,2″ O | Die untere der beiden Linden ist eine Nachpflanzung, die eine einst mächtige Linde ersetzt, deren Reste 1943 gefällt wurden, nachdem Äste des Baumes das Dach der danebenstehenden Angermühle bis in den zweiten Stock zertrümmert hatten. | Linden (Tilia) | RGG 636.582 |
| Fotos hochladen               | Die Graburg mit ihren Kalkklippen, Erlen, Eiben | Netra 51° 6′ 41,8″ N, 10° 6′ 48,6″ O                 | Bereits 1915 ist das Muschelkalkplateau mit seinen Felshängen durch eine Verfügung der königlichen Regierung der damaligen preußischen Provinz Hessen-Nassau vor „zerstörenden Eingriffen“ unter Schutz gestellt worden. Im Jahr 1937 folgte der Eintrag in das Naturdenkmalbuch des Kreises Eschwege und mit ihm der Schutz des Reichsnaturschutzgesetzes. Mit dem Ziel die „Magerrasen, Kalkfelsfluren, edellaubholzreiche Blockschutt- und Hangwälder, geophytenreiche Laubmischwälder, Erlen-Eschen-Wälder und Feuchtwiesen mit den hier lebenden, zum Teil sehr seltenen und stark gefährdeten Tier- und Pflanzenarten zu erhalten und zu fördern“, wurde 1988 das Waldgebiet der Graburg als Naturschutzgebiet ausgewiesen und als später als Bereich des FFH-Gebiets Kalkberge bei Röhrda und Weißenborn in das europaweite Schutzgebietssystems Natura 2000 integriert, das die Erhaltung der biologischen Vielfalt zum Ziel hat. |                | RGG 636.604 |
| BW                            | Linde                                           | Lüderbach 51° 4′ 49,4″ N, 10° 8′ 42,3″ O             | |                | RGG 636.627 |
| mehr Fotos \| Fotos hochladen | Alte Triftbuche                                 | Renda 51° 3′ 29,1″ N, 10° 5′ 52″ O                   | |                | RGG 636.632 |